# استان‌های لبنان

استان‌های لبنان.

کشور لبنان شامل هشت استان (به عربی: ألمحافظة) است.
| شماره | نام استان  | مرکز   |
| ----- | ---------- | ------ |
| ۱     | بیروت      | بیروت  |
| ۲     | بقاع       | زحله   |
| ۳     | جبل        | بعبدا  |
| ۴     | جنوب       | صیدا   |
| ۵     | نبطیه      | نبطیه  |
| ۶     | شمال       | طرابلس |
| ۷     | عکار       | حلبا   |
| ۸     | بعلبک-هرمل | بعلبک  |